# التصاق خاجی‌دنبالچه‌ای
التصاق خاجی‌دنبالچه‌ای (انگلیسی: Sacrococcygeal symphysis) از مفصل‌های بدن است. در این مفصل که یک مفصل غضروفی می‌باشد، دیسک بین مهره‌ای وجود دارد. رباطها و نسج غضروفی لیفی
راس خاجی را با قاعده دنبالچه مرتبط می‌کنند.
رباط‌های خاجی‌دنبالچه‌ای قدامی و خلفی که به صورت نوارهای طویل هستند. در تقویت مفصل نقش اساسی دارند و خیلی شبیه رباطهای طولی قدامی و خلفی مهره‌های بالاتر ستون فقرات هستند.